# Pyrausta aurantifascialis
Pyrausta aurantifascialis là một loài bướm đêm trong họ Crambidae.